# Bonfinópolis
Bonfinópolis es un municipio brasilero del estado de Goiás. Su población estimada en 2007 era de 6.744 habitantes.